# المسوج

تعديل مصدري - تعديل

تجمع المسوج هو "تجمع بدوي" في  عزلة أحور بمديرية أحور التابعة لمحافظة أبين، بلغ تعداد سكانها 300 نسمة حسب تعداد اليمن لعام 2004.